# Better I Go Suffer
|  | Denne artikel er oprettet af botten Steenthbot ud fra en ekstern database. Den kan derfor have sproglige fejl eller mangler. Denne skabelon kan fjernes efter kontrol af indholdet. |

Better I Go Suffer er en dansk dokumentarfilm instrueret af Patricia Bbaale Bandak.